# Liste der Städte in der Oblast Kaluga
Dies ist eine Liste der Städte und Siedlungen städtischen Typs in der russischen Oblast Kaluga.
Die folgende Tabelle enthält die Städte (Name fett) und Siedlungen städtischen Typs der Oblast, ihre russischen Namen, die Verwaltungseinheiten, denen sie angehören (Rajon oder Stadtkreis), ihre Einwohnerzahlen gemäß Volkszählung vom 14. Oktober 2010, ihre Wappen und geographischen Koordinaten sowie die Jahreszahlen der Verleihung des Status einer Siedlung städtischen Typs (SsT) und der Stadtrechte, sofern zutreffend. In der Oblast gibt es 22 Städte und sechs Siedlungen städtischen Typs (Stand 2019). Neun Städte gingen aus Siedlungen städtischen Typs hervor.
| Name             | Russischer Name  | Rajon/Stadtkreis     | Einwohner | Wappen | Lage                 | SsT  | Stadt |
| ---------------- | ---------------- | -------------------- | --------- | ------ | -------------------- | ---- | ----- |
| Balabanowo       | Балабаново       | Borowski             | 26.337    |        | 55° 11′ N, 36° 39′ O | 1935 | 1972  |
| Beloussowo       | Белоусово        | Schukowski           | 8.412     |        | 55° 6′ N, 36° 40′ O  | 1962 | 2004  |
| Borowsk          | Боровск          | Borowski             | 12.283    |        | 55° 12′ N, 36° 29′ O | –    | 1358  |
| Duminitschi      | Думиничи         | Duminitschski        | 6.326     |        | 53° 55′ N, 35° 6′ O  | 1927 | –     |
| Jermolino        | Ермолино         | Borowski             | 10.409    |        | 55° 12′ N, 36° 36′ O | 1928 | 2004  |
| Juchnow          | Юхнов            | Juchnowski           | 7.056     |        | 54° 45′ N, 35° 14′ O | –    | 1777  |
| Kaluga           | Калуга           | Kaluga (Stadtkreis)  | 324.698   |        | 54° 32′ N, 36° 16′ O | –    | 1371  |
| Kirow 1          | Киров            | Kirowski             | 31.882    |        | 54° 5′ N, 34° 19′ O  | 1925 | 1936  |
| Kondrowo         | Кондрово         | Dserschinski         | 16.672    |        | 54° 48′ N, 35° 56′ O | 1925 | 1938  |
| Koselsk          | Козельск         | Koselski             | 18.245    |        | 54° 2′ N, 35° 47′ O  | –    | 1776  |
| Kremjonki        | Кремёнки         | Schukowski           | 11.582    |        | 54° 53′ N, 37° 7′ O  | 1989 | 2004  |
| Ljudinowo        | Людиново         | Ljudinowski          | 40.530    |        | 53° 52′ N, 34° 26′ O | 1925 | 1938  |
| Malojaroslawez   | Малоярославец    | Malojaroslawezki     | 30.392    |        | 55° 0′ N, 36° 28′ O  | –    | 1776  |
| Medyn            | Медынь           | Medynski             | 8.300     |        | 54° 58′ N, 35° 52′ O | –    | 1776  |
| Meschtschowsk    | Мещовск          | Meschtschowski       | 4.100     |        | 54° 19′ N, 35° 17′ O | –    | 1776  |
| Mossalsk         | Мосальск         | Mossalski            | 4.288     |        | 54° 30′ N, 34° 58′ O | –    | 1776  |
| Obninsk          | Обнинск          | Obninsk (Stadtkreis) | 104.739   |        | 55° 6′ N, 36° 37′ O  | –    | 1956  |
| Pjatowski        | Пятовский        | Dserschinski         | 2.984     |        | 54° 41′ N, 36° 3′ O  | 1962 | –     |
| Polotnjany Sawod | Полотняный Завод | Dserschinski         | 5.224     |        | 54° 44′ N, 35° 59′ O | 1925 | –     |
| Schisdra         | Жиздра           | Schisdrinski         | 5.585     |        | 53° 45′ N, 34° 44′ O | –    | 1777  |
| Schukow 2        | Жуков            | Schukowski           | 12.131    |        | 55° 2′ N, 36° 44′ O  | 1962 | 1996  |
| Seredeiski       | Середейский      | Suchinitschski       | 1.819     |        | 54° 3′ N, 35° 14′ O  | 1954 | –     |
| Sossenski        | Сосенский        | Kirowski             | 12.392    |        | 54° 3′ N, 35° 58′ O  | 1954 | 1991  |
| Spas-Demensk     | Спас-Деменск     | Spas-Demenski        | 4.896     |        | 54° 25′ N, 34° 2′ O  | –    | 1917  |
| Suchinitschi     | Сухиничи         | Suchinitschski       | 16.273    |        | 54° 6′ N, 35° 20′ O  | –    | 1840  |
| Tarussa          | Таруса           | Tarusski             | 9.660     |        | 54° 43′ N, 37° 11′ O | –    | 1776  |
| Towarkowo        | Товарково        | Dserschinski         | 14.496    |        | 54° 40′ N, 35° 57′ O | 1964 | –     |
| Worotynsk 3      | Воротынск        | Babyninski           | 11.288    |        | 54° 28′ N, 36° 3′ O  | 199x | –     |

## Ehemalige Städte
Folgende Ortschaften auf der Territorium der heutigen Oblast besaßen ehemals die Stadtrechte (in der mit den petrinischen Reformen ab Beginn des 18. Jahrhunderts eingeführten Form). Alle haben heute den Status von Dörfern (selo):
| Name       | Russisch  | Rajon (heutiger) | Lage                 | Von    | Bis  | Bemerkung                                                                           |
| ---------- | --------- | ---------------- | -------------------- | ------ | ---- | ----------------------------------------------------------------------------------- |
| Peremyschl | Перемышль | Peremyschlski    | 54° 16′ N, 36° 10′ O | 1776   | 1925 |                                                                                     |
| Serpeisk   | Серпейск  | Meschtschowski   | 54° 20′ N, 34° 59′ O | 1406 4 | 1919 |                                                                                     |
| Worotynsk  | Воротынск | Peremyschlski    | 54° 26′ N, 36° 3′ O  | 1155 4 | 1919 | nicht zu verwechseln mit gleichnamiger Siedlung städtischen Typ im Rajon Babyninski |

## Ehemalige städtische Siedlungen
Folgende Ortschaften besaßen ehemals den Status einer Siedlung städtischen Typs (ausschließlich derer, die später Stadtrecht erhielten und in der obigen Tabelle aufgeführt sind) und sind heute (ländliche) Siedlungen (possjolok), sofern nicht anders angegeben:
| Name (heutiger) | Russisch    | Rajon/Stadtkreis (heutige) | Lage                 | Von  | Bis     | Bemerkung/ heutiger Status                                                    |
| --------------- | ----------- | -------------------------- | -------------------- | ---- | ------- | ----------------------------------------------------------------------------- |
| Dudorowski      | Дудоровский | Uljanowski                 | 53° 40′ N, 35° 22′ O | 1927 | 1999    |                                                                               |
| Dugna           | Дугна       | Fersikowski                | 54° 25′ N, 36° 51′ O | 1925 | 2012    |                                                                               |
| Fajansowy       | Фаянсовый   | Kirowski                   | 54° 4′ N, 34° 22′ O  | 1940 | 1959    | eingemeindet nach Kirow                                                       |
| Fersikowo       | Ферзиково   | Fersikowski                | 54° 31′ N, 36° 46′ O | 2006 | 2011    |                                                                               |
| Jelenski        | Еленский    | Chwastowitschski           | 53° 29′ N, 35° 22′ O | 1940 | 1999    |                                                                               |
| Kurowskoi       | Куровской   | Kaluga (Stadtkreis)        | 54° 32′ N, 36° 1′ O  | 1954 | 2012    | eingemeindet nach Kaluga                                                      |
| Mjatlewo        | Мятлево     | Isnoskowski                | 54° 54′ N, 35° 41′ O | 1925 | 1999    |                                                                               |
| Sukreml         | Сукремль    | Ljudinowski                | 53° 50′ N, 34° 24′ O | 1929 | um 1950 | eingemeindet nach Ljudinowo                                                   |
| Troizkoje       | Троицкое    | Dserschinski               | 54° 47′ N, 35° 56′ O | 1925 | 1938    | mit Siedlung städtischen Typs Kondrowo zur Stadt Kondrowo zusammengeschlossen |